# Peter De Vocht
Peter De Vocht (Keerbergen, 7 september 1960) is een Belgische gewezen atleet, die gespecialiseerd was in de lange afstand en het veldlopen. Hij nam driemaal deel aan het wereldkampioenschap halve marathon en werd op twee nummers in totaal driemaal Belgisch kampioen.

## Loopbaan
De Vocht nam tussen 1993 en 1995 driemaal opeenvolgend deel aan het wereldkampioenschap halve marathon met een vierenzeventigste plaats in 1994 als beste resultaat. In 1996 werd hij voor het eerst Belgisch kampioen op de marathon. Hetzelfde jaar pakte hij ook de titel op de 10.000 m. In 2000 volgde een tweede titel op de marathon.
De Vocht bleef nog lang actief bij de masters. In 2010 verbeterde hij het wereldrecord op de 10.000 m bij de vijftigplussers (M50).
De Vocht was aangesloten bij Keerbergen AC, Heistse AV, AV Zuiderkempen, Bonheiden AC en daarna terug bij AV Zuiderkempen.

## Belgische kampioenschappen
| Onderdeel | Jaar       |
| --------- | ---------- |
| 10.000 m  | 1996       |
| marathon  | 1996, 2000 |

## Persoonlijke records
| Onderdeel      | Prestatie | Datum            | Plaats      |
| -------------- | --------- | ---------------- | ----------- |
| 5000 m         | 14.09,5   | 10 augustus 1991 | Hechtel     |
| 10.000 m       | 29.06,66  | 18 augustus 1993 | Tessenderlo |
| halve marathon | 1:03.21   | 1988             | Peer        |
| marathon       | 2:14.54   | 21 april 1991    | Londen      |

## Palmares

### 10.000 m
- 1996:  BK AC in Sint-Niklaas - 29.33,01

### halve marathon
- 1993: 82e WK in Brussel - 1:05.05
- 1994:  BK AC in Hulshout - 1:04.15
- 1994: 74e WK in Oslo - 1:05.12
- 1995:  BK AC in Beveren - 1:08.28
- 1995: 101e WK in Montbéliard - 1:07.40
- 1999:  BK AC in Belœil - 1:05.06

### marathon
- 1990:  BK AC in Nijvel - 2:28.55
- 1991:  BK AC in Londen 2:14.54
- 1996:  BK AC in Gent - 2:18.33
- 1998:  BK AC in Gent - 2:18.07
- 1999:  BK AC in Gent - 2:23.05
- 2000:  BK AC in Torhout - 2:23.11